# Seelos (Lautenbauer)
Die Seelos (auch Sellas genannt) waren eine bekannte Instrumentenbauerfamilie (hauptsächlich Lauten-, Theorben- und Violenbau). Sie stammte wohl aus Tirol. Wie zu dieser Zeit üblich wanderten viele Familienmitglieder aus, um in den europäischen Kulturmetropolen, an Fürstenhöfen und in großen Handelsstädten Werkstätten zu gründen und ihr Handwerk erfolgreich auszuüben (vgl. auch Tieffenbrucker). Die Schreibweise des Familiennamens variiert. So wurde er in Italien zu Sellas verballhornt.
Bekannte Vertreter der Familie waren:
- Mang Seelos (vor 1584–? ), Lautenmacher in Prag
- Georg Seelos (um 1600–um 1650), auch Giorgio Sellas, Lautenmacher in Venedig
- Matthäus Seelos (um 1600–nach 1654), auch Matteo Sellas, Lautenmacher in Venedig
- Johann, Michael und Thomas Seelos (um 1600–nach 1648), Brüder, Lautenmacher in Venedig
- Georg Seelos d.Ä. (vor 1644–nach etwa 1664), um 1644 in Kaltern, nachfolgend Hofgeigen- und Lautenmacher in Innsbruck
- (Johann) Georg Seelos d.J. (um 1650–1724), Sohn von  Georg Seelos d. Ä., Geigen- und Lautenmacher, übernahm um 1681 die väterliche Werkstatt in Innsbruck
- Johann Seelos (1654–1715), Sohn von Georg Seelos d. Ä., wirkte ab 1679 als Lautenmacher in Linz
- Anton Seelos (1656–1695), Sohn von Georg Seelos d. Ä., Mönch und Musiker